# Гарольд Расселл
Га́рольд Джон Ра́сселл (англ. Harold John Russell, 14 січня 1914 — 29 січня 2002) — канадсько-американський актор.
Брав участь у Другій світовій війні, та став одним з двох непрофесійних акторів, який отримав премію «Оскар» (другий — Хенг С. Нгор). Він також є єдиним актором, який отримав два «Оскари» за одну і ту саму роль — за найкращу роль другого плану та Почесний «Оскар» за «надихаючий приклад усім ветеранам, які повернулися з війни».

## Фільмографія
- 1946 : Найкращі роки нашого життя / The Best Years of Our Lives — Гоумер Перріш